# Museo Whipple de Historia de la Ciencia

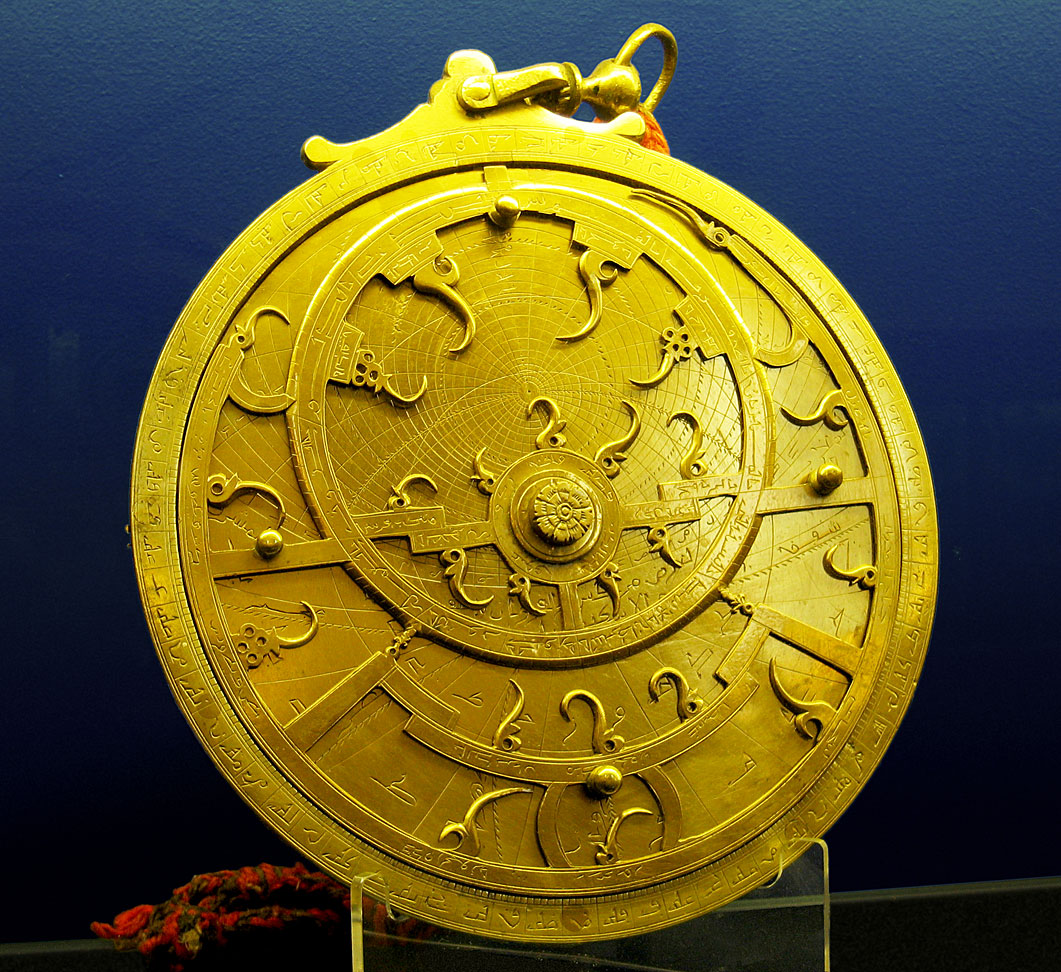
Astrolabio persa del.

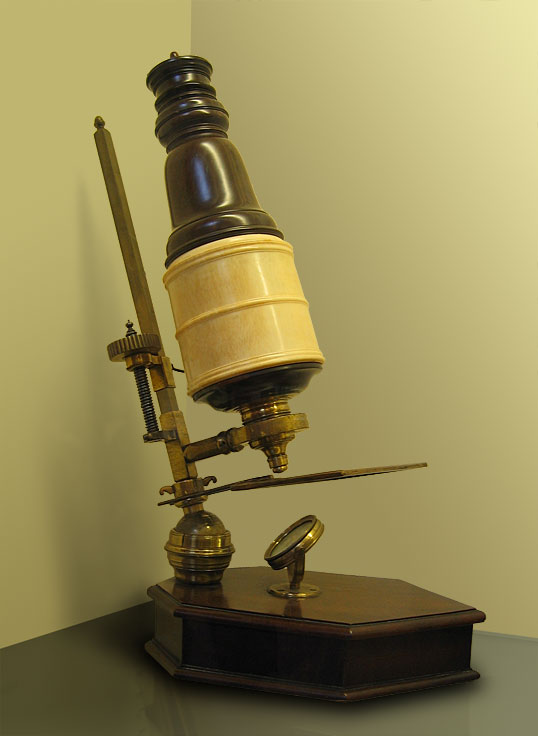
Microscopio óptico del.

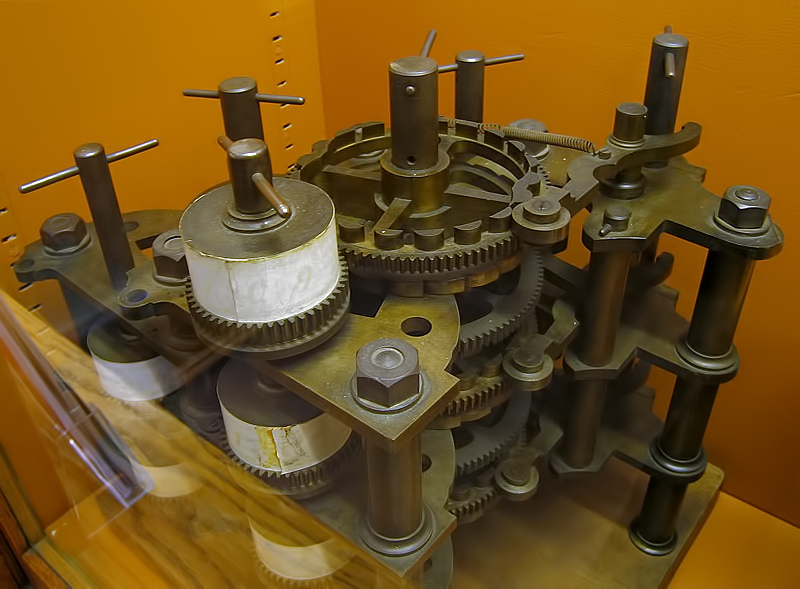
Montaje parcial de la máquina diferencial de Charles Babbage con piezas originales.

El Museo Whipple de Historia de la Ciencia (en inglés: Whipple Museum of the History of Science) es un museo adscrito a la Universidad de Cambridge, en Reino Unido, que alberga una amplia colección de instrumentos y aparatos científicos, modelos, imágenes, impresiones, fotografías, libros y otros materiales relacionados con la historia de la ciencia. Está localizada en la antigua Perse School, en Free School Lane. Fue fundado por Robert Whipple en 1944 al donar este su colección de instrumentos científicos a la Universidad de Cambridge. La colección del museo está designada por el Consejo de Museos, Bibliotecas y Archivos como de «importancia nacional e internacional».
Es uno de los ocho museos del consorcio University of Cambridge Museums.

## Departamento de Historia y Filosofía de la Ciencia
El museo forma parte del Departamento de Historia y Filosofía de la Ciencia de la Universidad de Cambridge. El departamento incluye también una biblioteca con una gran colección de libros científicos antiguos, algunos de ellos donados también por Robert Whipple. El museo forma parte importante de la enseñanza e investigación en el departamento.

## Colecciones
Los activos del museo son particularmente potentes en materiales entre los siglos XVII y XIX, especialmente en objetos producidos por fabricantes ingleses, aunque la colección incluye objetos desde la Edad Media hasta la actualidad. Están especialmente bien representados los instrumentos de astronomía, navegación, agrimensura, dibujo y cálculo, así como relojes de sol, instrumentos matemáticos y antiguos aparatos eléctricos.
Desde de la donación inicial de Robert Whipple a la colección, el museo ha albergado muchos instrumentos anteriormente utilizados en los laboratorios y centros de la Universidad de Cambridge.

## Horario de apertura
El Museo Whipple abre de lunes a viernes de 12:30 a 16:30.